# 阿尔巴尼亚宪法
阿尔巴尼亚宪法是阿尔巴尼亚的根本法，其现行版本于1998年11月28日施行。阿尔巴尼亚现行宪法规定阿尔巴尼亚政体是议会共和国。议会是一院制，共有140个席位。议会负责选举国家元首（阿尔巴尼亚总统）以及政府内阁（包含阿尔巴尼亚总理、阿尔巴尼亚副总理、以及各部部长。
1913年，阿尔巴尼亚颁布首部君主制宪法。1946年1月11日，阿尔巴尼亚人民共和国成立，同时颁布了共产主义性质的宪法。1976年12月28日，阿尔巴尼亚社会主义人民共和国宪法颁布。东欧剧变后，阿变为议会共和国，于1998年确立新的宪法。